# Jennings (Flórida)
Jennings é uma vila localizada no estado americano da Flórida, no condado de Hamilton. Foi incorporada em 1900.

## Geografia
De acordo com o United States Census Bureau, a vila tem uma área de 7,5 km², onde todos os 7,5 km² estão cobertos por terra.

### Localidades na vizinhança
O diagrama seguinte representa as localidades num raio de 40 km ao redor de Jennings.

## Demografia
Segundo o censo nacional de 2010, a sua população é de 878 habitantes e sua densidade populacional é de 116,5 hab/km². Possui 327 residências, que resulta em uma densidade de 43,4 residências/km².